# Ellsworth Johnson
 (mai 2020).
Si vous disposez d'ouvrages ou d'articles de référence ou si vous connaissez des sites web de qualité traitant du thème abordé ici, merci de compléter l'article en donnant les références utiles à sa vérifiabilité et en les liant à la section « Notes et références ».
Ellsworth Raymond « Bumpy » Johnson, né le 31 octobre 1905 à Charleston et mort le 7 juillet 1968 à New York, est un bookmaker et gangster américain. 
Au milieu du XXe siècle, il est l'associé de Lucky Luciano et de la famille Luciano dans le quartier de Harlem, à New York. Sa carrière criminelle a inspiré plusieurs œuvres de fiction.

## Biographie
Ellsworth Johnson naît à Charleston (Caroline du Sud) le 31 octobre 1905. Il est surnommé « Bumpy » à cause d'une large bosse (bump) derrière la tête. 
Alors qu'il a dix ans, son frère aîné, Willie, est accusé d'avoir tué un homme blanc. Inquiets d'un possible lynchage, ses parents hypothèquent leur maison pour envoyer Willie vivre auprès de proches dans le nord.
Alors que « Bumpy » Johnson grandit, ses parents s'inquiètent de son mauvais caractère et de son insolence vis-à-vis des Blancs. C'est pourquoi ils l'envoient vivre à Harlem avec sa sœur aînée Mabel, en 1919.
Il devient un associé de la chef du crime organisé de Harlem, Stéphanie St. Clair, puis l'un des meneurs de la criminalité organisée à Harlem, et participe à une guerre sans succès contre Dutch Schultz. Il est plus tard engagé comme homme de main par Lucky Luciano et la famille Luciano, afin de protéger les intérêts de la mafia dans les quartiers noirs contre les criminels locaux de Harlem. 

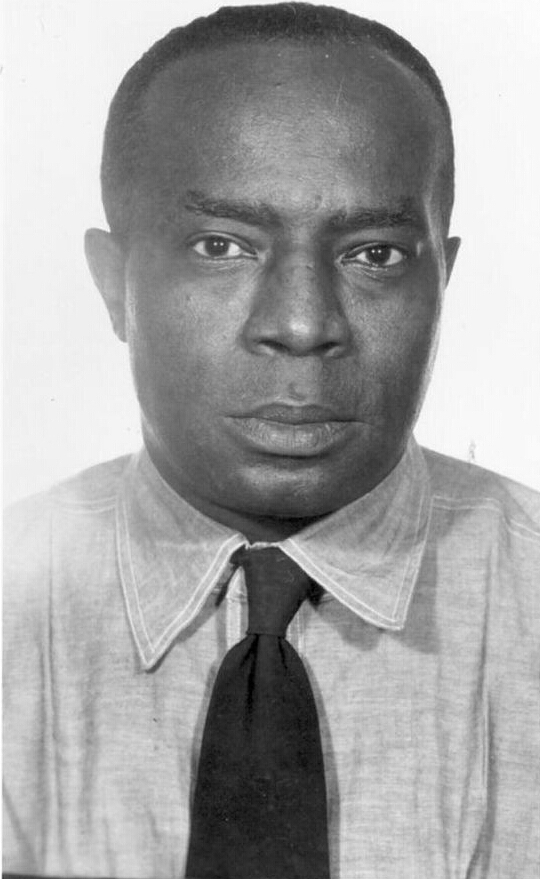
Bumpy Johnson en 1954.

En 1952, il est condamné à quinze ans de prison pour avoir vendu de l'héroïne. Il effectue la majorité de sa peine dans la prison d'Alcatraz et est libéré en 1963. En prison, il étudie la philosophie et l'histoire, et écrit des poèmes. Au total, Johnson est arrêté plus de 40 fois et envoyé deux fois en prison pour trafic de drogue.
En décembre 1965, Johnson fait un piquet de grève au commissariat pour protester contre la surveillance continue dont il fait l'objet. Accusé de rébellion et de « refus de quitter un commissariat », il est acquitté par le juge.
Il meurt des suites d'une crise cardiaque en 1968, dans le restaurant Wells de Harlem. Au moment de sa mort, une procédure judiciaire relative à un trafic de drogue était en cours à l'encontre de Johnson. Cette procédure aurait pu lui valoir quatre autres années de prison.
Frank Lucas a par la suite prétendu qu'il était avec « Bumpy » Johnson lors de sa mort, mais la veuve de celui-ci a déclaré que Lucas avait exagéré sa relation avec Johnson. Lucas prétend avoir été formé par « Bumpy » comme son chauffeur et garde du corps pendant quinze ans, ce qui semble exagéré.

## Culture populaire

### Cinéma
Au cinéma, plusieurs films mettent en scène « Bumpy » Johnson ou des personnages qu'il a inspirés :
- En 1971, dans Les Nuits Rouges de Harlem, Moses Gunn interprète Bumpy Jonas, un personnage inspiré par « Bumpy » Johnson.
- En 1979, dans L'Évadé d'Alcatraz, Paul Benjamin interprète English, également inspiré par « Bumpy » Johnson.
- En 1984, dans Cotton Club, Laurence Fishburne joue Bumpy Rhodes, toujours inspiré par « Bumpy » Johnson.
- En 1997, dans Les Seigneurs de Harlem, Laurence Fishburne interprète cette fois-ci « Bumpy » Johnson.
- Il est également dépeint dans American Gangster de Ridley Scott (2007), interprété par Clarence Williams III, comme le mentor de Frank Lucas.

### Télévision
- En 2019, la série télévisée Godfather of Harlem met en scène la vie de « Bumpy » Johnson, interprété par Forest Whitaker.